# 198P/ODAS
198P/ODAS – kometa krótkookresowa z rodziny komet Jowisza.

## Odkrycie
Kometę tę odkryto 15 grudnia 1998 roku w ramach projektu ODAS.

## Orbita komety i właściwości fizyczne
Orbita komety 198P/ODAS ma kształt elipsy o mimośrodzie 0,45. Jej peryhelium znajduje się w odległości 1,98 j.a., aphelium zaś 5,19 j.a. od Słońca. Jej okres obiegu wokół Słońca wynosi 6,78 roku, nachylenie do ekliptyki to wartość 1,35˚.
Średnica jądra tej komety to maks. kilka km.